# Gaspard-André Jauffret
Pour les articles homonymes, voir Jauffret.
Gaspard-Jean-André-Joseph Jauffret (1759-1823) a été évêque de Metz et  archevêque d’Aix en Provence. Il est né en Provence à La Roquebrussanne le  13 décembre 1759 du notaire André Jauffret, et de Catherine Grisolle et mort le 12 mai 1823 à Paris. Il est le frère de l'écrivain Louis-François Jauffret, de Jean-Baptiste Jauffret, directeur de l'institution impériale de Saint-Pétersbourg, et de Joseph Jauffret qui a été maître des requêtes au conseil d'état.

## Sa formation
Gaspard-André Jauffret est mis en pension à 10 ans chez les Oratoriens de Toulon. Sous l’influence de sa mère, il entre au grand séminaire d’Aix-en-Provence puis le quitte pour passer sa licence en droit civil comme le lui conseille son père. Il retourne ensuite au grand séminaire d’Aix-en-Provence, où il obtient un doctorat en théologie et en droit canon. Au séminaire, il est le condisciple de Joseph Fesch, qui lui sera une relation précieuse tout au long de sa carrière. 
Il commence sa carrière ecclésiastique comme chanoine à la collégiale Saint-Pancrace d’Aups grâce à l’appui de son oncle l’abbé Denans, prévôt de Barjols. Puis il se rend à Paris avec son ami François Raynouard, où il fréquente les paroisses Saint-Roch et Saint-Sulpice puis assiste l'abbé Étienne Antoine Boulogne. Comme ce poste ne suffit pas à couvrir ses frais (il fait à cette époque venir à Paris ses quatre frères), il accepte de devenir le précepteur du fils de M. France de Vaugency, administrateur général des domaines du Roi.

## La Révolution
Gaspard-André Jauffret, opposé à la Constitution civile du clergé, publie avec succès, en 1790, De la religion à l’Assemblée Nationale : discours philosophiques et politiques. Il fonde en 1791 les Annales de la Religion et du Sentiment, journal où il s’exprime contre la constitution civile du clergé. 
Après les événements de la journée du 10 août 1792, il part avec ses frères pour Orléans puis la Provence où il se cache jusqu’au 9-Thermidor. Un des premiers en France, il élève la voix en faveur de la liberté de culte.
De retour à Paris à la fin de l’année 1795, il donne des conférences à Saint Roch et persuade l’abbé Etienne Antoine Boulogne et l’abbé Roch-Ambroise Cucurron Sicard de collaborer avec lui à un nouveau journal consacré à la défense des « vrais principes » : les Annales religieuses, politiques et littéraires. Après le coup d’État du 18 fructidor an V, désignés complices d’une conspiration royaliste, les rédacteurs sont condamnés à la déportation. C’est pendant cette retraite forcée qu’il écrit son traité Du culte public. Il taxe la religion naturelle de Robespierre "d’orgueil philosophique" et critique le calendrier de Fabre d'Églantine.

## Vicaire général à Lyon puis à la grande aumônerie
À l’époque du concordat de 1801, il est dans un premier temps chargé d’aller administrer le diocèse de La Rochelle, sous la direction l’évêque  de Lorry. Avant même son départ, il est nommé en 1802 vicaire général de Lyon par le nouvel archevêque Joseph Fesch (l'oncle de Napoléon Bonaparte). 
En 1803, le cardinal Fesch est nommé ambassadeur près le Saint-Siège, et c'est l'abbé Jauffret qui est chargé de l'administration effective du diocèse de Lyon. 
Après le sacre de Napoléon (1804), le  cardinal Fesch, nommé grand aumônier, appelle l'abbé Jauffret à Paris comme chapelain puis vicaire général de la grande aumônerie. Absorbé par ses fonctions d'ambassadeur à Rome jusqu'en 1806, le cardinal Fesch se repose en particulier sur l'abbé Jauffret pour administrer au quotidien la grande aumônerie et remplir sa mission près de la cour impériale (à ce titre, il assiste au baptême de Louis Charles Bonaparte, fils du prince Louis Bonaparte). C'est également à cette époque que l'abbé Jauffret devient directeur de conscience de Madame "Mère" (Maria Letizia Ramolino), sœur du cardinal Fesch.

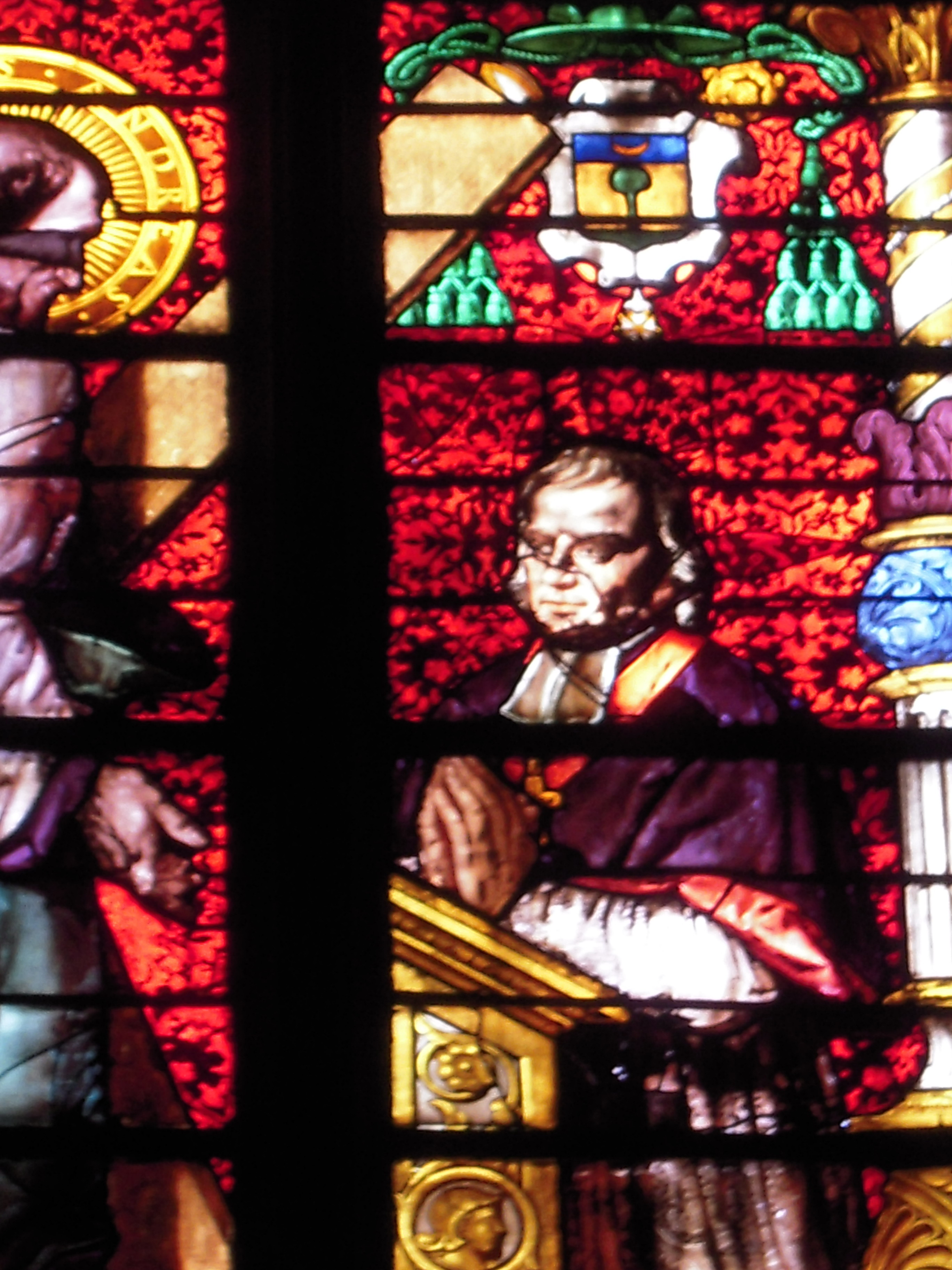
Gaspard-André Jauffret (cathédrale de Metz).

## Aumônier de l’empereur et évêque de Metz
Le 15 juillet 1806, au cours d’une audience particulière, Napoléon Ier le choisit comme aumônier et le nomme évêque de Metz et baron de l'Empire à la suite du décès de Pierre-François Bienaymé. Il est sacré le 8 décembre 1806 par le cardinal Joseph Fesch, oncle de l'empereur et c’est la grande-duchesse de Berg, sœur de l'empereur,  qui lui fait présent de l'anneau pastoral.
À Metz, il réorganise les paroisses, rétablit le grand séminaire et en fonde trois petits. Il favorise la réinstallation des communautés religieuses dont les Sœurs de Sainte-Chrétienne, la congrégation de Sainte-Sophie, et les Frères de la doctrine chrétienne.
Nettement rallié au régime impérial, il fait partie du petit nombre des évêques qui ont signé une pétition au pape en faveur du mariage entre Napoléon Ier et l’archiduchesse Marie-Louise d'Autriche. En 1810 il fait partie de la délégation qui va au-devant de la nouvelle impératrice (dont il devient le confesseur) à Altheim.

## Archevêque nommé d’Aix
Le 5 janvier 1811 il est nommé archevêque d’Aix en Provence  par l'empereur  Napoléon Ier, comte de l'Empire et officier de la Légion d'honneur. L'abbé Claude-Ignace Laurent (1761-1819) est nommé évêque de Metz pour le remplacer. Ces nominations ne sont pas confirmées par le Saint-Siège, alors en conflit avec l'empereur. Jauffret n'ose pas refuser sa nomination car le moment n'est pas favorable pour résister à l'empereur qui vient de disgracier plusieurs de ses amis (l'abbé d'Astros, l'abbé de Boulogne, et le comte Joseph Marie Portalis). Il ne renonce pour autant pas à l'évêché de Metz. Retenu par ses fonctions d'aumônier impérial et par le vain concile de Paris (1811), Jauffret ne vient dans son diocèse qu'en 1812 et s'incline devant les réserves de son clergé. Après son passage à Aix-en-Provence, il gagne Fontainebleau et rencontre tous les jours le souverain Pontife Pie VII, qui y est retenu prisonnier. Il est témoin du concordat de 1813. La veille de son départ, le 23 juin 1814, le pape l'admet à lui présenter ses hommages.

## Son retour à Metz
Sous la Restauration, il écrit au pape pour le féliciter de son retour à Rome et renonce à l'administration du diocèse d'Aix. Pendant les Cent-Jours, il apprend que Laurent, auquel il a repris l'évêché de Metz, veut faire revivre ses droits. Il vient alors à Paris et reconnaît le gouvernement des Cent-Jours. À la seconde entrée de Louis XVIII, il reprend son évêché de Metz. Au moment du nouveau concordat, il est nommé par le roi pour faire partie de la commission chargée de répondre aux questions du pape.
À cette époque, on lui offre l'archevêché de Bourges, mais il refuse et préfère rester à Metz.
Il est mort chez son frère Joseph Jauffret lors d'un court déplacement à Paris, le 12 mai 1823. Sa dépouille a d'abord reposé, en vertu d'une décision du roi Charles X, dans le caveau des Dames Carmélites de la rue de Vaugirard, puis elle a été transférée à Metz dans le caveau des évêques.

## Distinction
- Chevalier de la Légion d'honneur (24 janvier 1811)[2]

## Publications
- De la Religion à l’Assemblée nationale, discours philosophique et politique, 1790 et 1791
- Du Culte public, ou de la nécessité du culte public en général, et de l’excellence du culte catholique en particulier, 1795
- Les Consolations, ou recueil choisi de tout ce que la raison et la religion peuvent offrir de consolations aux malheureux, 1796,
- Examen critique du Calendrier, 1797,
- L’Adorateur en esprit et en vérité, ou les exercices de la vie chrétienne réglée selon l’esprit de J.-C. et de son Église, 1800,
- Des Services que les Femmes peuvent rendre à la Religion, 1800
- Examen particulier de divers Sujets, à l’usage des Sœurs qui se consacrent à l’éducation gratuite ou aux fonctions de servantes des pauvres
- Méditations sur les Souffrances de la Croix de Notre-Seigneur Jésus- Christ, suivies d’une instruction sur les indulgences, 1800
- Mémoire pour servir à l’Histoire de la Religion et de la Philosophie, à la fin du dix-huitième siècle, 1803 (anonyme)
- De la Vraie Sagesse, pour servir de suite à l’imitation de Jésus- Christ
- Opuscules rédigés en un nouvel ordre de livres et de chapitres, suivis des Consolations de la Vraie Sagesse dans les derniers moments d’une jeune mère chrétienne, 1804 et 1812
- Entretiens sur le Sacrement de Confirmation, 1809
- Recueil choisi des Mandements de Mgr l’évêque de Metz, vers 1820
- Œuvres choisies de M. de Belsunce, évêque de Marseille, Metz, 1822
- Lettres sur les Avantages de l’Amitié chrétienne

## Armes
| Image | Armoiries |
| ----- | --- |
|       | Gaspard-André Jauffret († 1823), Aumônier de l'Empereur, Evêque de Metz, Archevêque d'Aix, Baron Jauffret et de l'Empire par lettres patentes de 1810 D'or au palmier de sinople terrassé du même, au comble d'azur chargé d'un croissant d'argent ; au canton des barons évêques brochant.                                                          |
|       | Gaspard-André Jauffret († 1823), Aumônier de l'Empereur, Evêque de Metz, Archevêque d'Aix, Baron, puis Comte Jauffret et de l'Empire par lettres patentes du 23 février 1811 D'or, au palmier terrassé de sinople surmonté d'une colombe d'azur chargée d'une croissant d'argent ; au quartier des comtes archevêques brochant au neuvième de l'écu. |

### Articles liés
- Diocèse de Metz
- Liste des évêques de Metz
- Liste des grands aumôniers de France